# Station Bogatynia
Station Bogatynia was een spoorwegstation in de Poolse plaats Bogatynia.